# Narodnozabavna glasba
Narodnozabavna glasba (avtor imena: Janez Bitenc) je glasbena zvrst, za katero so značilne ljudsko (etnično) obarvane pesmi. Razširjena je predvsem v Sloveniji, Avstriji, Švici in Nemčiji, pa tudi na Češkem ter v Italiji (južna Tirolska). Na Slovenskem je znana in razširjena še najbolj po zaslugi številnih narodnozabavnih ansamblov. Tovrstna glasba je pogosto prisotna na veselicah, porokah, njej pa je posvečenih tudi kar nekaj festivalov in tekmovanj. Nekateri ji slabšalno pravijo goveja muska ali kar govedna, to pa zato, ker naj bi ta glasba, kakor meni poznavalec Ivan Sivec, verjetno sodila zraven nedeljske goveje juhe. S to glasbo je tesno povezan tudi njen najznačilnejši instrument, to je diatonična harmonika (pogovorno frajtonerica), ki je v našem prostoru dobro zastopana na račun okoli 65 izdelovalcev.
Pri narodnozabavnih pesmih prevladujeta dva ritma: polka in valček. V zadnjem času so z vplivom moderne popularne glasbe prisotni tudi drugi ritmi. Tako mnogo ansamblov dandanes ne izvaja samo narodnozabavne glasbe, ampak tudi zabavno, turbo-folk in drugovrstno glasbo.

## Zgodovina
Narodnozabavna glasba se je razvila iz ljudske glasbe, s čimer je mišljeno godčevsko igranje in ljudsko petje. Njeni začetki segajo v 19. stoletje, ko se je z izumom in pojavom diatonične harmonike hitro razmahnila. Predvsem po 2. svetovni vojni je število ansamblov začelo skokovito naraščati. Sprva so bili ansambli amaterski, šele kasneje tudi profesionalni. Za največjega glasbenika narodnozabavne glasbe na Slovenskem in v svetu velja Slavko Avsenik, ki je s svojim Ansamblom bratov Avsenik v 40-ih letih delovanja, začenši leta 1953, ustvaril ogromno pesmi (okrog 800), izmed katerih jih je mnogo ponarodelih. Najbolj je znana skladba Na Golici, ki velja za največkrat predvajano instrumentalno skladbo na svetu. Avsenik je tudi začetnik danes splošno razširjenega »tresočega« (udarjajočega) igranja na harmoniko, ki služi za spremljavo pesmi. Za enega najbolj znanih ansamblov v Sloveniji velja tudi Ansambel Lojzeta Slaka, ki ima poudarek na ljudsko obarvanih melodijah in besedilih. Najdlje delujoči ansambel na Slovenskem so Beneški fantje, ki preigravajo in ustvarjajo glasbo že od leta 1952.
Slovenska narodnozabavna glasba je bila leta 2017 vpisana tudi v Register slovenske nesnovne kulturne dediščine.

## Znani slovenski pevci, ki so peli/pojejo v narodnozabavnem ansamblu
- Nuša Derenda (Happy hour)
- Edvin Fliser
- Ivan Hudnik (Ansambel Ludvika Lesjaka, Ansambel Marela, Ansambel Franca Miheliča)
- Alfi Nipič (Ansambel bratov Avsenik, Ansambel Alfi Nipič in njegovi muzikanti)
- Marjan Novina (Družinski trio Novina)
- Janko Ropret  (Alpski Kvintet)
- Darja Švajger (Ansambel Braneta Klavžarja)
- Natalija Verboten (Ansambel Rosa)
- Branko Jovanović vunjak - Brendi (Ansambel Don Juan)
- Irena Vrčkovnik (Ansambel Aurora, Ansambel Vesna)
- Oto Pestner (Alpski kvintet)
- Braco Koren (Alpski kvintet, Dobri znanci, Kraški kvintet, Ansambel Jožeta Burnika)
- Jožica Svete (Ansambel bratov Avsenik)
- Tone Rus